# François de Vergnette de Lamotte
Carl Marie Francois vicomte de Vergnette de Lamotte (17 septembre 1877 - 4 juin 1953) est un aviateur, grand officier de la Légion d'honneur et général de division aérienne de la Première Guerre mondiale.
Petit-fils du vicomte Alfred de Vergnette de Lamotte, né à Montpellier, il épouse le 14 avril 1923 Geneviève Aglaé Thérèse du Couthial de Lasuchette, fille du lieutenant-colonel Victor du Couthial de Lasuchette et de Jeanne Marbot. Il commande plusieurs escadrilles prestigieuses telles que l'escadrille 23 dès août 1914 dans laquelle il entraîna les premiers as de l'aviation comme Roland Garros, Eugène Gilbert ou Armand Pinsard. Il meurt le 4 juin 1953 à Paris.

## Biographie
Fils du vicomte Charles de Vergnette de Lamotte et de Berthe de Ginestous, il fait ses études au collège des Jésuites à Montpellier, puis à Jersey.
En 1898, il est admis à l'école spéciale militaire de Saint-Cyr, 472e sur plus de 550 élèves.
Il en sort sous-lieutenant au 11e régiment de chasseurs à cheval de Vesoul en 1900, et passe lieutenant en 1901. Passionné par l'équitation depuis son plus jeune âge, il dispute de multiples compétitions équestres tant à Paris qu'en province.
En 1909, il se porte volontaire pour apprendre à piloter un avion dans la naissante aviation militaire. Mais ce n'est qu'en 1911 qu'il est envoyé à l'école de Pau pour y passer son brevet de pilote.
Peu de temps après, il est promu capitaine et commande l'école Borel de Chateaufort, puis les centres aéronautiques de Villacoublay et de Saint-Cyr.
À la suite d'un accident d'avion qui faillit lui couter la vie, il est chargé de former une escadrille de Morane-Saulnier Type L (parasol) pour essayer ces nouveaux appareils sur un long parcours. Mais la guerre étant survenue, l'escadrille 23 est envoyée sur le front.

### 1914
Le 21 octobre 1914, il est cité à l'ordre de la IIe Armée : 
« Le Capitaine de Vergnette, commandant l'escadrille 23, a exécuté des reconnaissances remarquables par l'importance des renseignements rapportés et les difficultés d'exécution (nécessité de voler à très basse altitude en raison des nuages), a par son exemple quotidien entrainé les pilotes de son escadrille qui a rendu les services les plus signalés depuis le début de la campagne. »
Le 2 novembre 1914, il abat le 4e avion de la guerre :
« Voyant un avion français poursuivi par un Taube, a pris ce dernier en chasse, s'en est approché jusqu'à 10 mètres en tirant sur lui les balles de son mousqueton et a réussi à le descendre par une chute extrêmement rapide dans un champ où il s'est écrasé. »
(le système de tir coordonné entre les pales des hélices n'existait pas encore et allait être mis au point en partie par Roland Garros) 

### 1915-1916
C'est en mars 1915, peu de temps après avoir été fait chevalier de la Légion d'honneur le 3 décembre 1914, que le général Barres lui confie le commandement de l'aviation de l'armée de Lorraine. 
Lors de la bataille de Verdun, il commande les escadrilles du groupement D et est rattaché au général Mangin.
La Roumanie entre en guerre en 1916 aux côtés des Alliés. Le commandant de Vergnette est alors désigné pour aller former et commander l'aviation roumaine dans le cadre de la mission française sous les ordres du général Berthelot. La mission est difficile au vu du manque de matériel, des conditions sanitaires compliquées (épidémie de typhus) et de la mauvaise organisation des transports.

### 1917-1920
Il reçoit à la suite du succès de sa mission, en mars 1917, avec l'autorisation du tsar Nicolas II de Russie la cravate de commandeur de l'ordre de Saint-Stanislas, puis est promu officier de la Légion d'honneur.
La paix à peine revenue, il reçoit, en tant que lieutenant-colonel, la mission de se rendre en Pologne, sous les ordres du général Weygand, pour former les escadrilles polonaises qui allaient entrer en lutte contre les Bolcheviks.
Il y reste d'avril 1919 jusqu'à la victoire de Varsovie en septembre 1920, puis commande le 32e régiment d'aviation de Dijon. 

### Fin de carrière
À partir de 1924, il est chargé de la direction générale du ravitaillement en matériel de l'aviation française. C'est à cette époque qu'il est promu commandeur de la Légion d'honneur et nommé au grade de colonel. Il commande successivement deux escadres aériennes en Allemagne et à Dijon, est nommé général de division aérienne (10 mai 1933). Il quitte le service militaire actif au grade de grand officier de la Légion d'honneur le 1er janvier 1934 après 35 ans de services.

## Titres et distinctions
- Lieutenant (1901)
- Commandement escadrille M.S 23 (1914-1915)
- Capitaine (1909)
- Chevalier de la Légion d'honneur (3.12.1914)
- Cravate de commandeur de l'ordre de Saint-Stanislas (1917)
- Officier de la Légion d'honneur (1917)
- Lieutenant-colonel (1919)
- Croix de guerre 1914–1918 (1920)
- Commandeur de la Légion d'honneur (1923)[5]
- Colonel (1924)
- Grand officier de la Légion d'honneur (1934)[6]
- Général de brigade (1929)
- Général de division (1933)

## Activités associatives
- Membre du conseil d'administration de l'Aéro-club de France
- Membre des « vieilles tiges » qui groupent les anciens aviateurs.
- Membre de la confrérie  des chevaliers du tastevin.
- Président de l'association « poftim » , amicale des Français amis de la Roumanie
- Président de l'association des membres de la Légion d'honneur décorés au péril de leurs vies.